# Nagy Gergely (filológus)
Nagy Gergely (Budapest, 1942. október 22. –) görög szakos magyar származású amerikai professzor a Harvard Egyetem klasszika szakán, Homérosz és az archaikus görög költészet szakértője.
Milman Parry és Albert Lord elméleteinek kiterjesztéséről közismert az Iliasz és az Odüsszeia szókészlete összevetésében.

## Életrajz

### Tanulmányok, karrier
1962-ben Bachelor of Arts fokozatot az Indianai Egyetemen klasszikus nyelvészetből, majd 1966-ban Phd-t a Harvard Egyetemen klasszikus filológiából szerzett, és mindjárt az egyetem tanára is lett. 2000-től pedig ugyanott igazgatója a Center for Hellenic Studiesnak, Washingtonban.
Megkapta Francis Jones professzor görög irodalom és összehasonlító irodalom katedráját, majd részmunkaidőben az egyetem cambridge-i kampuszán, Massachusettsben oktatott.
1989-től 1994-ig elnöke a Harvard Undergraduate Literature Concentrationnak, közben az 1990–91-es tanévben az American Philological Association elnöke volt. 1994-től 2000-ig pedig az irodalom tanszék dékánja volt a Harvardon. 2016-ban a Magyar Tudományos Akadémia külső tagjává választották.

## A nyílt ajánlat tömegoktatásra
2013-ban a Harvard edX kurzus keretében (amely egy massive open online course) meghirdette a híres Az ókori görög hős programot, amelyet az egyetem több ezer diákja követett az elmúlt évtizedekben. Nagy segítésére az egyetem felhívást tett közzé, hogy korábbi diákjai csatlakozzanak önkéntesként a kurzushoz, mint mentorok,  vitacsoport-vezetők. Körülbelül tíz egykori tanár kapcsolódott be önkéntesként. A kurzuson 27 000 diák regisztrált.

## Családja
Ő és felesége, Olga Davidson, aki oktató a Brandeis' Humanities Programban és az Ilex Foundation elnöke, társigazgatók voltak a Currier House a Harvardon 1986 és 1990 között.
Nagy két fivére hasonló területeken aktív: Balázs a Szent Kereszt Főiskola (Worcester, Massachusetts) klasszikus irodalom tanszékén, miközben József F. a kelta folklór és mitológia tanszéken az UCLA-n professzor.

## Művei

### Könyvek

#### Egyetlen szerzőként
- Gregory Nagy, Greek Dialects and the Transformation of an Indo-European Process, Harvard University Press, 1970
- Gregory Nagy, Comparative Studies in Greek and Indic Meter, Harvard University Press, 1974
- Gregory Nagy, The Best of the Achaeans: Concepts of the Hero in Archaic Greek Poetry, Revised Edition, Johns Hopkins University Press, 1998; pubblicazione originale 1979
- Gregory Nagy, Greek Mythology and Poetics, Cornell University Press, 1990
- Gregory Nagy, Pindar's Homer: The Lyric Possession of an Epic Past, Johns Hopkins University Press, 1990
- Gregory Nagy, Poetry as performance. Homer and beyond, Cambridge University Press, 1996
- Gregory Nagy, Homeric Questions, University of Texas Press, 1996
- Gregory Nagy, Plato's Rhapsody and Homer's Music : The Poetics of the Panathenaic Festival in Classical Athens, Harvard University Press, 2002
- Gregory Nagy, Homeric Responses, University of Texas Press, 2003
- Gregory Nagy, Homer's Text And Language, University of Illinois Press, 2004
- Gregory Nagy, Homer: The Preclassic, University of California Press, 2010
- Gregory Nagy, The Ancient Greek Hero in 24 Hours, Harvard University Press, 2013

#### Szerkesztőként, vagy társszerzőként
- Victor Bers, G. Nagy (szerk.), The Classics In East Europe: From the End of World War II to the Present, American Philological Association Pamphlet Series, 1996
- Nicole Loraux, G. Nagy, L. Slatkin (szerk.), Postwar French Thought vol. 3, Antiquities, New Press, 2001
- Gregory Nagy (szerk.), az utánnyomott cikkek gyűjteményéhez igen rövid bevezetőkkel: Greek Literature, Taylor and Francis, London, 2001; Routledge, 2002, 9 volumi. Il vol. 4, item 14, fu ristampato senza il permesso dell'autore e senza il permesso previsto del giornale in questione.

### Cikkei
- Gregory Nagy, The Professional Muse and Models of Prestige in Ancient Greece, in: Cultural Critique, 12 (1989), pp. 133–143.
- Gregory Nagy, Early Greek Views of Poets and Poetry, in: The Cambridge History of Literary Criticism, vol. 1, ed. G. Kennedy, Cambridge, 1989 (újranyomva 1993), pp. 1–77.
- Gregory Nagy, The Crisis of Performance, in: The Ends of Rhetoric: History, Theory, Practice, ed. J. Bender and D.E. Wellbery, Stanford, 1990, pp. 43–59.
- Gregory Nagy, Distortion diachronique dans l'art homérique: quelques précisions, in: Constructions du temps dans le monde ancien, ed. C. Darbo-Peschanski, Párizs, 2000, pp. 417–426.

## Fordítás
- Ez a szócikk részben vagy egészben  a   Gregory Nagy című olasz Wikipédia-szócikk ezen változatának fordításán alapul.  Az eredeti cikk szerkesztőit annak laptörténete sorolja fel. Ez a jelzés csupán a megfogalmazás eredetét és a szerzői jogokat jelzi, nem szolgál a cikkben szereplő információk forrásmegjelöléseként.